# Nydenion
Nydenion (Aussprache: [naɪ̯.ˈdɛnɪən]) ist ein deutscher privat finanzierter Science-Fiction-Film aus dem Jahr 2011.

## Handlung
Die Geschichte spielt im 22. Jahrhundert. Seit über 50 Jahren herrscht ein ewiger Krieg zwischen dem Sykon Imperium und der Konföderation Freier Welten, der Milliarden Tote gefordert hat. Da Friedensgespräche erwünscht sind, wird ein geheimes Treffen für Friedensverhandlungen vereinbart. Es wird jedoch ein Sabotageakt geplant, von dem der Geheimdienst erfahren hat. Rick Walker (Jack Moik), ein ehemaliger Soldat, der sich selbständig gemacht hat, wird beauftragt, die Botschafterin Cynthia Perkins (Annette Schmiedel) zum Verhandlungsort zu eskortieren, da sie die einzige ist, die den Aufenthaltsort der Bombe kennt. Als sie im Kampf verletzt wird, stellt sich heraus, dass Perkins ein Cyborg ist. Im Laufe der Geschichte stellen die beiden fest, dass der Saboteur aus den eigenen Reihen kommt. Walkers Schiff wird von den eigenen Leuten angegriffen, so dass er gezwungen ist, auf dem Planeten Nydenion zu landen. Dort schafft er es, ein anderes Schiff zu entwenden, um damit auf das Schiff der Friedensverhandlungen zu gelangen. Die Botschafter der verschiedenen Parteien werden sicherheitshalber in Rettungskapseln evakuiert und die Bombe wird in letzter Minute entschärft. Der oberste Verwalter scheint so dankbar für die geleisteten Dienste Walkers zu sein, dass er seinen Sold bis auf das Zehnfache erhöhen möchte und ihm ein neues Schiff zur Verfügung stellen will. Walker und Perkins lehnen jedoch beide ab und entscheiden sich, ein neues Leben auf dem Planeten zu verbringen.

## Produktion
Die gesamte Produktionsdauer betrug ca. 15 Jahre. Das Drehbuch basiert auf einer Idee von Jack Moik, Daniel Katzer und Markus Priemer. Fast alle Raumschiffe wurden als Modelle in verschiedenen Maßstäben erbaut und durch Motion-Control-Kameras aufgenommen und mittels Green-Screen-Technik und Matte painting vervollständigt. Fast die gesamte Produktion-Crew bestand aus Laien, ebenso die Schauspieler. Viele der Dialoge wurden daher nachträglich synchronisiert.
Der Film wurde kurz vor seiner Fertigstellung in 2010 auf der FedCon vorgestellt.
Er erschien in Deutschland am 7. November 2011 direkt als DVD.

## Rezeption
Der Film erhielt gemischte Kritik. Zum einen wird die schwache Leistung der (Laien)Schauspieler sowie der Geschichte kritisiert, auf der anderen Seite wird die hohe Qualität im Verhältnis zum geringen Budget gelobt.

„Nydenion – Krieg der Kolonien begann als kleines, unabhängiges Fanprojekt und ist über einen Zeitraum von 15 Jahren offensichtlich zu unkontrolliert und zu vielfältig gewachsen, um daraus letztendlich noch ein stimmiges Gesamtbild erzeugen zu können. Gerade der Übergang in den kommerziellen Sektor ist für diesen Film einige Nummern zu groß ausgefallen.“

„Anspruchsloser Science-Fiction-Streifen, der zwar gelegentlich Spannung und Atmosphäre aufbauen kann, aber weder mit seiner Story, noch mit seiner technischen Umsetzung überzeugt.“

„Was bei Nydenion eine Handvoll von SF-Fans und Modellbauern in kolportierten 15 Jahren Arbeit geleistet haben, das kann einem nur größten Respekt abringen.  1977 hätte man sich damit neben Star Wars nicht schämen müssen.“